# 全國統一黨 (伊朗)
全國統一黨 (波斯語：‎，羅馬化：Ḥezb-e Ettehād-e Mellī)，是伊朗的保皇黨，作為伊朗議會中同名部分的分支而成立
該黨主張支援穆罕默德-礼萨·巴列维並推行社會保守計劃，同時尋求美國的援助，特別是軍事援助以抵消英國和蘇聯的影響力。
該黨以保守派為背景，談到了社會主義的優勢，並於1944年8月更名為「人民黨」，以挑戰伊朗民眾黨。